# Monnaie de West Point
La Monnaie de West Point est une installation de production et de dépôt de la Monnaie des États-Unis créée en 1937 près de l'Académie militaire américaine à West Point, dans l'État de New York, aux États-Unis. À l'origine, elle s'appelait le West Point Bullion Depository (dépôt d'or de West Point). À un moment donné[Quand ?], elle avait la plus forte concentration d'argent de toutes les installations de la Monnaie et, pendant 12 ans, elle a produit des pièces d'un cent. Depuis, elle frappe surtout des pièces commémoratives et stocke de l'or.
Elle a obtenu le statut officiel de succursale de la Monnaie des États-Unis le 31 mars 1988. Plus tard cette année-là, elle a été inscrite au registre national des lieux historiques.

## Histoire

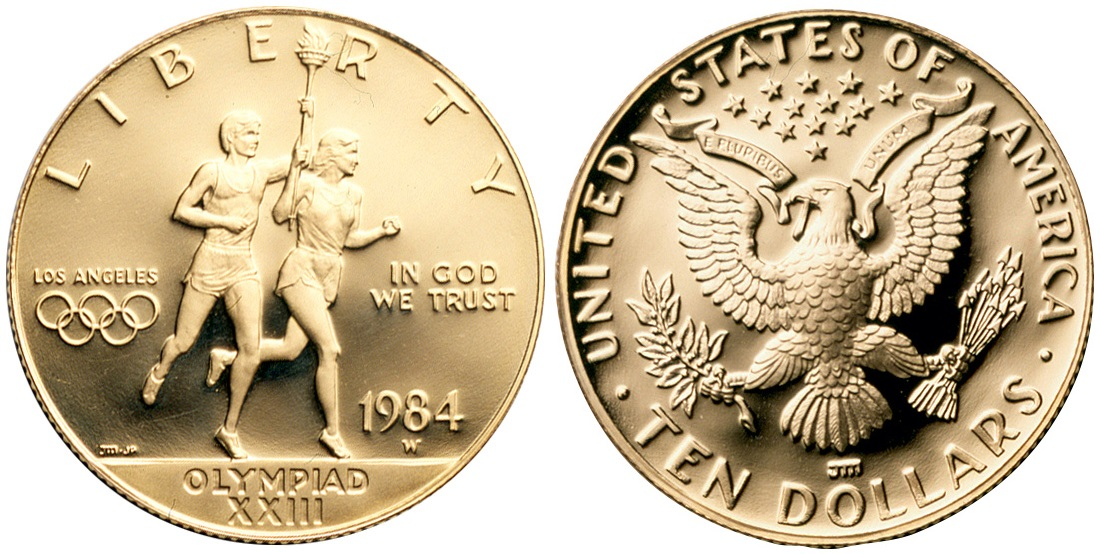
Pièces commémoratives des Jeux olympiques d'été de 1984.

À partir de 1937, La Monnaie de West Point sert de lieu de stockage pour les lingots d'argent et est donc été surnommée le « Fort Knox de l'argent ». Même sans le statut de succursale de la Monnaie des États-Unis, elle produit des pièces de monnaie américaines. De 1974 à 1986, elle frappe des pièces d'un cent Lincoln ne portant pas le différent de la Monnaie, ce qui les rend impossibles à distinguer de celles produites à la Monnaie de Philadelphie. Les années 1977 à 1979 voient également la production de pièces d'un quart de dollar Washington. Au début des années 1980, environ 20 milliards de dollars d'or sont stockés dans ses coffres (ce chiffre est néanmoins nettement inférieur à celui de Fort Knox).
En septembre 1983, la marque « W » apparaît pour la première fois sur une pièce de 10 dollars en or commémorant les Jeux olympiques de Los Angeles de 1984. C'est la première pièce d'or américaine ayant cours légal depuis 1933. En 1986, les pièces d'or de l'American Gold Eagle sont produites uniquement dans cette installation, là encore sans marque d'atelier. Le 31 mars 1988, le West Point Bullion Depository obtient le statut de succursale de la Monnaie des États-Unis (Pub.L. 100-274). À partir de 1999, les pièces d'investissement American Silver Eagle sont également produites dans ses instalaltions.
En 2002, l'Académie militaire de West Point est honorée pour son 200e anniversaire, et un dollar en argent commémoratif du bicentenaire est émis et dévoilé le 16 mars de cette année-là, avec une garde de couleur cadette à l'avers et le casque de Pallas Athéna au revers. La pièce est produite uniquement à la Monnaie de West Point.

## Bâtiment

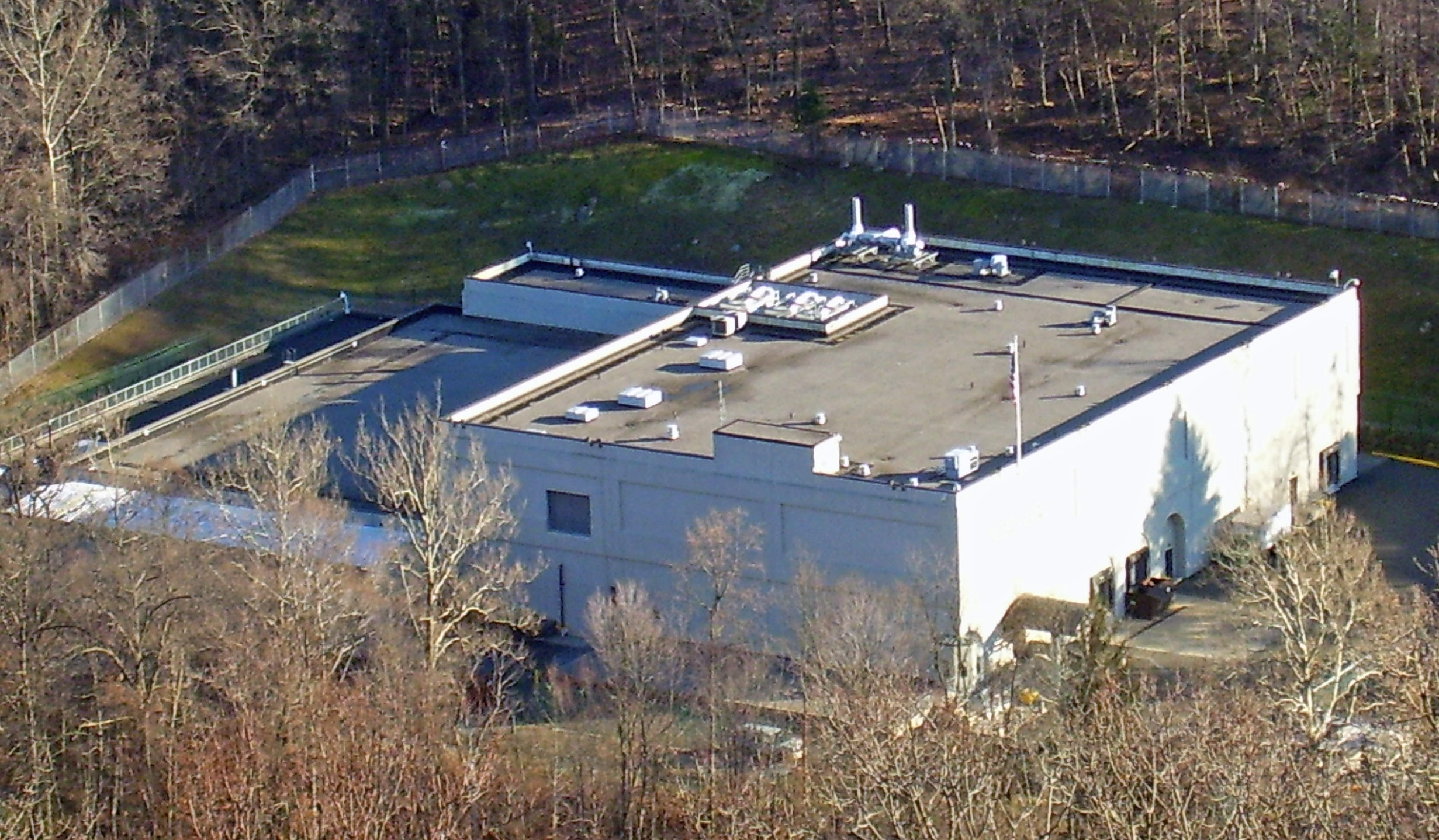
Les installations de la Monnaie de West Point.

Avant sa rénovation en 2005, qui permet d'ajouter un deuxième étage, la Monnaie est une structure d'un étage en béton armé de 52 × 78 m avec un toit plat. Les murs sont pour la plupart dépourvus d'éléments, avec quelques arcs en retrait aux entrées. Quatre tourelles aux coins sont activement utilisées pour la sécurité du bâtiment. Il se trouve sur un terrain de 1,6 ha près des installations nord de l'Académie militaire, avec des parkings de chaque côté. L'intérieur contient des presses à frapper la monnaie et des compartiments à lingots,

## Pièces de monnaie de West Point
Une pièce de monnaie spéciale de West Point est émise en 1996, lorsqu'une pièce de dix cents commémorative de Roosevelt est produite pour le 50e anniversaire du dessin. Cette année-là, plus de 1,457 million de pièces sont frappées, sous forme d'encart avec les séries de monnaies standard vendues. Ainsi, bien que cette pièce de dix cents marquée du différent « W » ne soit pas particulièrement rare, elle est réalisée uniquement pour les collectionneurs. En 2015, une autre pièce de dix cents marquée « W » a été émise en même temps qu'un dollar, dans le cadre d'un jeu de trois pièces pour commémorer la « Marche des dix sous ». Seuls 75 000 ensembles sont produits. En 2014, un demi-dollar Kennedy en argent belle épreuve, qui fait partie d'un ensemble commémoratif, ainsi que le demi-dollar Kennedy belle épreuve en or 24 carats sont produits pour commémorer le 50e anniversaire du demi-dollar Kennedy, toujours avec la marque d'atelier « W ».
En 2015, la Monnaie de West Point frappe pour la première fois des dollars Sacagawea. Seules 90 000 pièces sont émises dans le cadre d'un ensemble spécial de pièces et de monnaies amérindiennes.
Les premiers cents à porter la marque d'atelier de West Point sont frappés pour les collectionneurs en 2019. Ces cents Lincoln West Point sont ajoutés aux séries traditionnelles de pièces de circulation et d'épreuves et sont frappés en trois finitions différentes. Un cent 2019-W est inclus dans le coffret brillant universel, un dans le coffret belle épreuve, et un dans le coffret belle épreuve en argent. Il n'y a pas de limite de tirage pour ces ensembles et les acheteurs individuels ne sont pas limités dans les quantités qu'ils peuvent commander.
Le 2 avril 2019, la Monnaie des États-Unis annonce que 10 millions de pièces de 25 cents contenant la marque « W » seraient mises en circulation afin de promouvoir le passe-temps qu'est la collection de pièces de monnaie. Bien que des pièces aient déjà été produites à la Monnaie de West Point auparavant, aucune d'entre elles ne portait la marque. Ces pièces font partie de la série de pièces américaines d'un quart de dollar America the Beautiful ; deux millions de pièces de chacun des cinq parcs nationaux mises en circulation en 2019 porteront le différent de West Point. Ce programme est poursuivi en 2020, les pièces de 2020 comprenant une marque privée spéciale « V 75 » commémorant le 75e anniversaire de la fin de la Seconde Guerre mondiale.
Le 10 janvier 2020, la Monnaie américaine annonce que chacune des trois séries annuelles émises en 2020 comprendrait une pièce de cinq cents Jefferson avec le différent de West Point, tout comme cela avait été fait pour les cents Lincoln l'année précédente. Un nickel brillant universel est inclus dans le jeu de pièces, un nickel belle épreuve dans le jeu de pièces plaquées, et un nickel belle épreuve dans le jeu en argent.
|                                         |
| La pièce de 10 cents Roosevelt de 1996. |

|                                             |
| La pièce de 10 cents belle épreuve de 2015. |

## Présent
En 2020, toutes les pièces d'or, d'argent, de platine et de palladium de la série American Eagle, en qualité belle épreuve et brillant universel, sont produites à West Point, ainsi que toutes les pièces commémoratives en or et quelques pièces commémoratives en argent. Toutes sont frappées avec le différent « W » de la Monnaie de West Point. Depuis 2006, West Point fabrique également toutes les pièces d'or American Buffalo (en).
La Monnaie de West Point fait toujours office de dépôt d'or, et l'argent n'est conservé sur place qu'en quantité suffisante pour répondre à la demande. En raison de la présence d'une telle quantité de lingots d'or sur le site, la sécurité est élevée. L'hôtel des monnaies ne propose pas de visites guidées au public, et son adresse n'est pas mentionnée par le Service des parcs nationaux dans son registre national.